# Gyermekrajz
A gyermekrajz egy ideovizuális (képzeletvezérlésű) ábrázolás. Ezért a gyermeklélektan a gyermekrajzokat főleg abból a szempontból elemzi, hogy hogyan jut bennük kifejezésre a képzetalkotásnak és a világról való ismeretek feldolgozásának összessége. A gyerekek általában 2-2,5 éves koruk körül már tudnak ceruzát fogni, ám ilyenkor még csak firkálgatnak a lapra, ez a rajzolás előfoka. Piaget ezt az időszakot nevezi a szenzomotoros intelligencia korának. Főleg a gyermek nevelkedésének kulturális hátterétől függ, hogy mikor kezdődik pontosan a firka-korszak és hogy hogyan alakul ki a rajz képességének fejlődése.Ha a környezet lehetővé teszi a rajzoláshoz szükséges ,,klasszikus" eszközöket (pl. lap, ceruza, zsírkréta stb.) akkor a kisgyerek naponta használni fogja őket és több tucat firkát készít majd. Ha nincsenek jelen a ,,klasszikus" eszközök a gyerekek ott is megtalálják a módját a firkálásnak és rajzolásnak (pl. az afrikai gyerekek a homokot, az eszkimó gyerekek pedig a havat és a jeget  használják ,,rajzlapnak"). Azon kultúrákban ahol az ábrázolás tiltott dolog, a gyermekek nem kísérletezhetnek vonalak húzogatásával, náluk kimarad a firka-korszak. Ennek ellenére, a későbbiek során ezek az emberek pár hét alatt maguktól bejárják a rajzfejlődési korszakokat és körülbelül két hónap alatt olyan szintre jutnak, mint azok, akik környezetében nem volt tiltott az ábrázolás. 

## Elméleti megközelítések
A kisgyerekkor kognitív fejlődésére vonatkozó jelenlegi elméletek eltérő nézőpontból szemlélik a fejlődést, így a rajzolás jelenségét is. Piaget konstruktivista megközelítésének megfelelően a gyerekek rajzolásának fejlődésében szakaszok figyelhetők meg. Az információfeldolgozási megközelítés szerint a rajzolási  készség változása szorosan kötődhet ahhoz a képességhez, amely egy tárgy több jellemzőjének egyidejű észben tartását teszi lehetővé. A modularista álláspont azáltal nyer bizonyítékot, hogy azok a gyerekek akik nyelvi, mentális, vagy társas fejlődésükben visszamaradnak, magas szintű rajzolási készséget mutathatnak. A kulturális megközelítés szempontjából pedig a rajzolás képességének fejlődése függ a gyakorlás mértékétől, illetve attól, hogy a felnőttek milyen módon szervezik meg ezeket a gyakorlatokat. 

## Firka
Firka készítésénél a gyermek még nem is a papírra kerülő vonalaknak örül, a mozgás, a mozdulat az, ami örömet szerez neki. A gyerek ide-oda húzogatja ceruzáját, a papír széle nem korlátozza mozdulatait. (Olyanféle megnyilvánulás ez, mint a korai gagyogás. Amelyben még nem csak jelentés nem fűződik a hangokhoz, hanem még artikulációs stabilitásuk sincs.) Az első további fejlődésnek nevezhető változás, hogy a mozgás alkalmazkodik a papír szabta határhoz. Még ekkor is a funkcióöröm vezérli a gyereket, mert bár már örömét leli a papírra kerülő vonalakban, a firkálás még nem az ábrázolás eszköze. A gyerek a kész firkának főleg a kérdések révén kezd jelentést adni, lassan hozzászokik, hogy a firkáláshoz jelentés tartozik, s már közben is mondogatja, hogy mit rajzol, de a vonalak és jelentés között még nincs tartalmi összefüggés, a jelentés önkényes, asszociatív. Ez még nem a valóság ábrázolásának igényét fejezi ki. A gyermek rajzaiban 3 éves kora körül jelenik meg az ábrázolás szándéka.